# 니콜라 포치 (축구 선수)
니콜라 포치(이탈리아어: Nicola Pozzi, 1986년 6월 30일, 이탈리아 산타르칸젤로디로마냐 ~ )는 이탈리아의 전 축구 선수이다.